# Acadêmicos de Jacarepaguá
O GRES Acadêmicos de Jacarepaguá é uma escola de samba da cidade do Rio de Janeiro.

## História
A escola é uma espécie de dissidência da Guerreiros de Jacarepaguá, que desfilou pelo Grupo de Avaliação no ano de 2019.
A Acadêmicos de Jacarepaguá desfilou pela primeira vez no sábado pós-Carnaval, na Estrada Intendente Magalhães, pelo Grupo de Avaliação do Carnaval do Rio, com um enredo que abordava a entidade dos cultos afro-brasileiros, Maria Mulambo.

## Segmentos

### Presidência
| Mandato               | Presidente     | Ref.  |
| --------------------- | -------------- | ----- |
| Fundação - atualmente | Gabriel Macedo | [ 2 ] |

### Diretores
| Ano  | Diretor de Carnaval                                     | Diretor geral de harmonia | Mestre de bateria | Ref.  |
| ---- | ------------------------------------------------------- | ------------------------- | ----------------- | ----- |
| 2020 | Caroline Araújo “Carol”, Wellerson Santos, Luiz Alberto | Gabriel Macedo            | Paulinho Esteves  | [ 2 ] |

### Comissão de Frente
| Período | Coreógrafo(a)  | Ref.  |
| ------- | -------------- | ----- |
| 2020    | Luccas Matheus | [ 2 ] |

### Casal de Mestre-sala e Porta-bandeira
| Nome | Período                  | Ref.  |
| ---- | ------------------------ | ----- |
| 2020 | Yuri Gomes e Juju Lázaro | [ 2 ] |

### Corte de Bateria
| Período | Rainha         | Ref.  |
| ------- | -------------- | ----- |
| 2020    | Isabelle Alves | [ 2 ] |

### Intérpretes
| Período | Intérprete oficial | Ref.  |
| ------- | ------------------ | ----- |
| 2020    | Monika Moretty     | [ 2 ] |

## Carnavais
| Ano | Colocação | Grupo | Enredo | Carnavalesco | Ref.        |
| --- | --- | --- | --- | --- | ----------- |
| 2020 | 8.º Lugar | Grupo de Avaliação (quinta divisão)                                                                                   | Rainha Divina, a Deusa Encantada                                                                                      | Gheorge Vierrah e Daniel Arezes                                                                                       | [ 2 ] [ 3 ] |
| Inicialmente adiados para o mês de julho, os desfiles do Carnaval 2021 foram cancelados devido a pandemia de Covid-19 | Inicialmente adiados para o mês de julho, os desfiles do Carnaval 2021 foram cancelados devido a pandemia de Covid-19 | Inicialmente adiados para o mês de julho, os desfiles do Carnaval 2021 foram cancelados devido a pandemia de Covid-19 | Inicialmente adiados para o mês de julho, os desfiles do Carnaval 2021 foram cancelados devido a pandemia de Covid-19 | Inicialmente adiados para o mês de julho, os desfiles do Carnaval 2021 foram cancelados devido a pandemia de Covid-19 | [ 4 ]       |
| 2022 | 6.º Lugar | Série Bronze (quarta divisão)                                                                                         | Okê Caboclo! Salve as matas do meu Brasil                                                                             | George Giordano | [ 5 ]       |
| 2023 | 13.º Lugar | Série Prata (Sexta-feira) (terceira divisão)                                                                          | De Maria a Marias | George Giordano | [ 6 ]       |
| 2024 | 15.º Lugar (Rebaixada)                                                                                                | Série Prata (Terça-feira) (terceira divisão)                                                                          | Quem tem sua capa, escapa!                                                                                            | George Giordano, Joe William e Rômulo Corleone                                                                        | [ 7 ]       |
| 2025 | 11.º Lugar (Rebaixada)                                                                                                | Série Bronze (Sábado) (quartadivisão)                                                                                 | | |             |